# 九二式重装甲車
九二式重装甲車（きゅうにしきじゅうそうこうしゃ）は、日本で開発され、1932年に正式採用された装甲車である。
“装甲車”の制式名称だが、実質的には豆戦車（軽戦車よりもさらに小型の戦車）であり、性格としては騎兵用戦車であり、騎兵部隊や戦車部隊で使用された。同じく騎兵用戦車の面がある九五式軽戦車の先駆的存在といえる。

## 前史
第一次世界大戦で大々的に使用され、威力をまざまざと見せ付けた新兵器である戦車にたいして、日本陸軍も無関心ではいられなかった。終戦直前の1918年（大正7年）には早くも英国のビッカース社製Mk.IV 雌型 戦車を1輌輸入し、1919年（大正8年）から1920年（大正9年）にかけて、大日本帝国陸軍がルノー FT-17 軽戦車を23輌とマーク A ホイペット中戦車を数輌輸入して戦車の研究を開始し、日本初の戦車隊として、1925年（大正14年）5月1日に、福岡久留米に「第1戦車隊」が、千葉の陸軍歩兵学校に「歩兵学校戦車隊」が、同時に創設された。
陸軍機甲化の動きと引き換えに縮小される兵科があった。かつては「戦場の花形」と呼ばれるも、日露戦争や第一次世界大戦を通じ時代遅れとなった騎兵である。戦車隊が創設された1925年（大正14年）に行われた、第一次世界大戦後3回目となる宇垣軍縮では6,000頭もの軍馬が解役された。
この動きに危機感を抱いた騎兵科では、生き残りの為に騎兵の機械化を推し進めた。1920年から、騎兵科でもルノー FT-17 軽戦車の研究を行っている。第一次世界大戦でイギリス軍が使用したオースチン四輪装甲車を購入したり、新型のカーデン・ロイド豆戦車、更には水陸両用戦車についても研究した。その結果、装軌式（履帯装備）の車両が最適と判断し、その国産化に乗り出した。

## 開発の経緯
1929年（昭和4年）、陸軍技術本部は装軌式装甲車の国産計画に着手した。
1931年（昭和6年）5月、陸軍技術本部の研究方針が追加改訂された。
戦車、牽引車
軽戦車　八九式軽戦車仮制式制定につき削除
重戦車
特種戦車
装甲自動車　全重量　六・五トン以下。武装　一三ミリ砲一、機関銃一。装甲　八ミリ以下。最大速度　四〇キロ以上。
理由　欧州列強の趨勢に鑑み、この諸元を付する装甲自動車の研究を要す
特種牽引車
陸軍技術本部により仕様がほぼ決定した後、当時軍用車の開発・生産を行っていた石川島自動車製作所（現在のいすゞ自動車）に対し、試作車の製造が発注され、翌1932年（昭和7年）3月に完成した。社内呼称は「スミダTB型九二式軽戦車」。
試作車は騎兵学校で試験を受け、若干の改修を経た後、当初は「九二式装甲自動車」として採用された。開発時の秘匿名称は「T.B」とされた。後に九二式装甲自動車は九二式重装甲車と改称された。
「重装甲車」と名付けられたのは、編成上騎兵装甲自動車隊用として発足したためで、制定の際に歩兵科管轄の戦車呼称にしないよう注文を受けたせいもあった。
軍隊は非常に縄張り意識（セクショナリズム）が強く、同様の例としてフランスでも騎兵科の戦車は「装甲車（Automitrailleuse）」と呼ばれ、歩兵科の戦車（Char ）と明確に区別されていたほか、アメリカでも騎兵科が開発した戦車は、普通の戦車（Tank）とは別に「戦闘車（Combat Car）」と呼ばれていた。

## 性能の概要

### 基本設計
形式は前述のとおり履帯（キャタピラー）を装備し、軽量化のため、リベット接合が主流だった当時としては異例の溶接構造を採用した。
武装はフランスのホチキス社製のM1930 13.2mm重機関銃を国産化した九二式車載十三粍機関砲を車体前部右側のスポンソンに装備、砲塔には九一式車載軽機関銃を1丁装備している。なお、陸軍は機関銃と機関砲の区分について明治40年に口径11mm以下を機関銃と称することとしていたが、昭和12年にこの区分は撤廃されて兵器の制式化ごとに区分を決定することとした。これにより九二式車載機関砲は射表などを改訂し、｢機関銃｣に再区分されている。九二式車載機関砲は高仰角の対空射撃を考慮して屈折式照準器の採用や架尾を90度近く可変なよう設計していたが、本当に敵航空機を撃墜できたかどうかには疑問が残る。このほか、砲塔後部に対空機銃架をつけ、車載機銃による対空射撃をすることもできる。
騎兵部隊の戦車らしく、本車は何よりもスピードを第一に開発された。エンジンには、元はトラック用エンジンであり、アメリカの6t戦車 M1917にも搭載され実績のある、フランクリン空冷直列6気筒ガソリンエンジン（67hp）を、最初は輸入して、後に石川島自動車製作所において「スミダC6」（スミダ空冷式C6型ガソリンエンジン、1933年（昭和8年）12月完成）の名称でライセンス生産して、搭載した。機関室の上部両側面を斜めにするデザインは、その後、九五式軽戦車や九七式中戦車前期型車台にも引き継がれた。消音器（マフラー）は、機関室の左側面に1つ配置されていた。最高速度は3年前に正式化された八九式中戦車の最高速度25km/hを大きく上回る40km/hを出した。
九二式重装甲車の側面の扉は、開くと中は武器弾薬の収納箱になっていて、乗員の出入口ではない。車体機銃上方の丸い小さなハッチも、視察用の窓で、乗員の出入口ではない。結局、乗員の出入口は、砲塔のハッチだけであった。

### 欠点
本車にもいくつかの欠点があった。主砲の九二式車載十三粍機関砲は小口径機銃と比較すると発射速度が足りず、防弾装備の充実した目標に対する火力も不十分だった。主要部の装甲厚は12mmで、Gew98およびKar98k小銃（中正式歩槍）やMG08重機関銃（二四式七九馬克沁重機槍）の7.92mm鋼心弾に貫通されて機関部を破壊される事態を招いた。溶接構造も強度不足で、衝突時の溶接剥離による自壊事故が起きた報告例もある。
また、サスペンションの強度が不足し、縦に長い車体のため取り回しにも難があったという。

## 生産

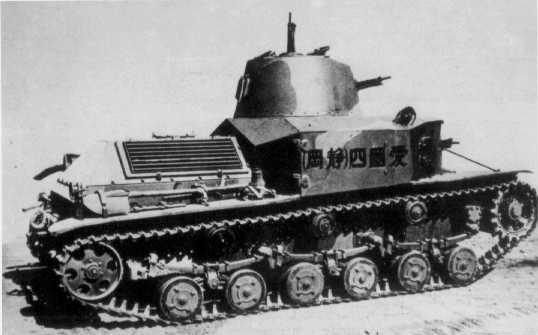
九二式重装甲車 初期生産型。13mm機関砲を6.5mm機関銃に換装し、側面に「愛国四（静岡）」の文字が見える。

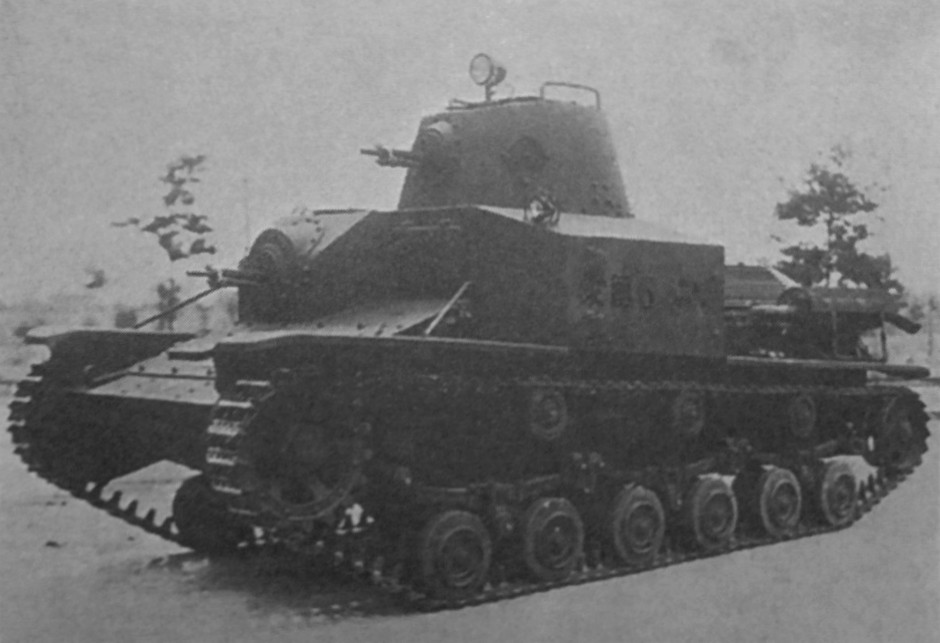
愛国号として献納された九二式重装甲車 初期生産型。

本車の量産は翌年の1933年から開始され、1936年に生産を停止するまでの4年間に167輌が生産された。これ以外にも1932年に少数が作られており、民間有志で寄付を募り、軍に献納された愛国号が数輌含まれている。
当時の自動車一般の生産状況、また配備先が騎兵に限定の毎年少数ずつの生産にとどまったこともあり、個々の車両で差異が見られるなど本車は手作り感の強いものになった。ただし生産費用は当時の主力戦車である八九式中戦車の1/3ほどで済んだ。
生産型は足回りの構造により区分される。試作車は小型のゴム転輪を片側4個（ボギー2組）装備したもので、無限軌道離脱対策として転輪数を増やし片側6個（ボギー3組）としたものを初期生産型（前期型）、転輪を変更し中型のものを片側4個（ボギー2組）とし、上部転輪を3個から2個に減らしたものを後期生産型（後期型）と呼ぶ。
初期生産型（前期型）では砲塔左側面前寄りに回転展望窓（ストロボ・スコープ）が付いていた。後期生産型（後期型）では、回転展望窓（ストロボ・スコープ）は無くなり、砲塔両側面前寄りに開閉式の展望窓が付いていた。
武装面も初期は九二式車載十三粍機関砲の調達不足により九一式車載軽機関銃で代用した場合や九四式三十七粍砲を搭載した型も少数生産されたと言われている。エンジンも、被弾に強い空冷ディーゼルエンジンに換装された車両もある。

## 実戦での運用

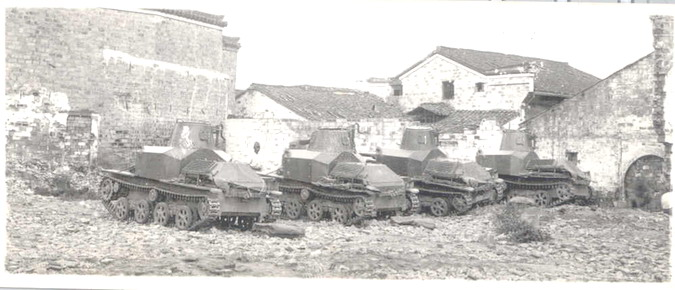
第15師団の歩兵団装甲車隊に配備された九二式重装甲車。転輪の形式から後期型である。（1941年、南京）

本車は主に関東軍と朝鮮軍に配備された。
運用期間が短く、活躍の機会に恵まれなかった本車だが、いくつかの重要な作戦に参加している。
- 1932年（昭和7年）の馬占山討伐戦に於ける騎兵第1旅団所属の臨時自動車班
前年に起きた満州事変の結果誕生した満州国で軍事の能力を買われ、騎兵第1旅団長に就任していた馬占山将軍は日本主導で誕生した満州国に不満を持ち、1932年3月1日に「部隊の巡視」と称してチチハルの司令部から姿をくらまし、各地で対日ゲリラ戦を展開した。
4月、日本軍は馬占山討伐を決定、第8・第10師団を現地に送り、更に6月には騎兵第1旅団にも出撃命令が下った。当初、九二式重装甲車の配備は許可されなかったが、騎兵監の柳川平助中将の働きかけもあり何とか臨時自動車班（重装甲車7輌、トラック数台）の編成が許可された。
現場での重装甲車の評判は上々であった。強行軍のため乗馬部隊は疲労が溜まって倒れたり、蹄鉄を落としたりしたのとは違い、重装甲車は整備と燃料補給さえしっかりしていれば長期間の走行にも十分耐えた。派手な戦闘を行う機会には恵まれず、また肝心の馬将軍も取り逃がしてしまったが、これを機に評判を上げた本車の配備が進んだ。
- 1933年（昭和8年）の熱河作戦に於ける川原挺身隊
本車は騎兵部隊の他に、臨時派遣第1戦車隊にも配備され、第4小隊が2輌装備している。同戦車隊は派遣後しばらくの間は配備車両をばらばらに運用していたが、1933年2月末に立案された熱河作戦において集中運用されることになった。関東軍は熱河省の首都承徳を攻略する作戦を立てていたが、同地には鉄道網が無く、自動車による移動、戦闘が重要視されたからである。
その結果、第8師団 (日本軍)内に、日本軍初の自動車化歩兵部隊である川原挺進隊が編成され、百武俊吉大尉の指揮する臨時派遣第一戦車隊（八九式軽戦車5輌、九二式重装甲車2輌）がその指揮下に入った。戦場までの悪路もあって、八九式軽戦車は次々に落伍したが、九二式重装甲車はよく敵部隊を追撃した。
3月1日-2日にかけては日本軍初となる戦車による夜間攻撃（戦車1輌、装甲車2台）を実施した。翌2日-3日にかけては装甲車2台（1台は第17連隊所属車）のほか乗用車とトラック1台ずつというわずかな戦力で、退却中の砲兵第101団第1営を実に140kmにわたって追撃し、日本側の負傷2名（百武大尉と兵1名）と引き換えに敵に対し戦死500名、負傷1000名（日本側の記録）という壊滅的損害を与えている。さらに、最終目標である承徳に向かう軍の先鋒を務め、3月4日にこれを陥落させている。
第15師団の歩兵団装甲車隊に配備された九二式重装甲車。転輪の形式から後期型である。（1941年、南京）
この戦いでも本車の機動性は遺憾なく発揮され、追撃距離は3日で280kmと歩兵部隊の3-4倍の速度だった。

これらの戦いで機甲戦力の威力を見せ付けられた日本軍上層部は、1934年（昭和9年）3月17日、日本軍初の本格的な機甲部隊である独立混成第1旅団を編成している。そのうちの戦車隊第2中隊には本車が配備された。師団騎兵連隊を機械化した師団捜索隊の重装甲車中隊にも配備され、ノモンハン事件などで実戦参加している。
その後、新型の九四式軽装甲車や九七式軽装甲車へと更新されていったため、太平洋戦争時は中国方面などの第二線での使用が中心となった。
また、実際の戦闘は発生していないものの、1936年（昭和11年）に起こった二・二六事件では八九式中戦車や海軍のヴィッカース・クロスレイ装甲車などと共に本車が出動している。